# Jean-Pierre Gauthier
Pour les articles homonymes, voir Jean-Pierre Gauthier (homonymie) et Gauthier.
Jean-Pierre Gauthier, dit Leclerc, né le 23 février 1765 à Septmoncel (Jura), mort à Marnes-la-Coquette (Hauts-de-Seine) le 14 juin 1821, est un général français de la Révolution et de l’Empire.

## États de service
Il entra comme dragon dans le 18e Régiment le 15 avril 1783.
Nommé brigadier le 16 janvier 1788, il obtint le grade de maréchal des logis le 8 juillet 1791. Successivement promu à ceux de maréchal des logis-chef et sous-lieutenant les 1er janvier et 1er avril 1793, ans II et III à l'armée des Pyrénées occidentales, il y devint Lieutenant le 1er germinal an II, et capitaine le 1er floréal suivant. Envoyé en l'an IV à l'armée de la Vendée, sous les ordres de Hoche, il prit part aux opérations de celle d'Italie pendant les guerres de l'an V et de l'an VI.
Au mois de floréal de cette dernière année, le capitaine Gauthier-Leclerc s'embarqua avec l'armée expéditionnaire d'Orient. Sa conduite, pendant toute la durée de cette guerre, lui valut le grade de chef d'escadron le 22 fructidor an VII ; il se distingua encore le 17 ventôse an IX, au débarquement des Anglais à Aboukir, et, le 19 floréal suivant, le général en chef Menou lui fit adresser la pièce suivante : 
« Sabre d'honneur accordé au citoyen Leclerc, chef d'escadron au 18e Régiment de Dragons. — Le général en chef voulant donner un témoignage de la satisfaction du gouvernement au citoyen Leclerc, chef d'escadron au 18e régiment de dragons, pour la conduite distinguée qu'il a tenue à l'armée d'Orient, accorde au citoyen Leclerc un sabre d'honneur. Il jouira, à dater de ce jour, des doubles appointements attachés aux cent sabres, conformément à l'ordre du jour du 14 pluviôse an VII. »
Revenu en France après la convention d'Alexandrie, Gauthier-Leclerc fit partie des troupes rassemblées sur les côtes de l'Océan pendant les ans XII et XIII. Classé comme légionnaire de droit dans la 6e cohorte de la Légion d'honneur, il fut nommé officier de l'Ordre le 25 prairial an XII. Il servit ensuite à la Grande Armée pendant les campagnes d'Autriche et de Prusse, et se fit surtout remarquer par son intrépidité à la bataille d'Austerlitz où il fut blessé.
Nommé major du  9e Régiment de Dragons le 19 juin 1806, il obtint le grade de colonel en second commandant le  11e Régiment provisoire de Dragons le 31 mars 1809. Ce corps s'organisait à Orléans; c'est de là que le colonel Gauthier-Leclerc partit pour l'Espagne, où il fit la guerre depuis cette époque jusqu'en 1812, Passé le 13 mars 1810 au commandement du  9e provisoire de Dragons, il devint disponible à la dissolution de ce corps, le 29 mai suivant. 
Le 15 octobre 1809 il est fait baron d'Empire par décret (lettres patentes le 25 mars 1810).
Après avoir servi pendant quelque temps à la suite du quartier général, il fut appelé au commandement du  25e Régiment de Dragons le 23 août 1811. Nommé major du 2e Régiment des Lanciers de la Garde Impériale, le 12 janvier 1813, il fit avec distinction la campagne de Saxe et fut élevé au grade de général de brigade le 26 décembre de la même année, en récompense  de ses bons services. Attaché à la division de cavalerie du général Saint-Germain, le 11 février 1814, il passa à la 6e division de grosse cavalerie du corps du maréchal duc de Trévise le 28 mars suivant.
Sous la première Restauration, il fut employé à Avignon, et au retour de l'Empereur de l'île d'Elbe, il reçut le commandement d'une brigade avec laquelle il fit la campagne des Cent-Jours.
Après la bataille de Waterloo, ce général se retira dans ses foyers et fut admis à la retraite le 6 octobre 1815.
Il meurt à Marnes-la-Coquette le 14 juin 1821, dans la maison de campagne de monsieur Johannot. Il était alors domicilié avec son épouse Armande Jeanne Cécile Liotté à Paris, 349 rue Saint-Honoré.